# اوترادا (سرزمین آلتای)
اوترادا (به لاتین: Otrada) یک منطقهٔ مسکونی در روسیه است که در سرزمین آلتای واقع شده‌است.